# Дейв Брубек
Дейвид Уорън Брубек (на английски: David Warren Brubeck) е американски джаз пианист и композитор.
Смятан е за един от най-важните представители на куул джаза. Автор на джаз стандарти, сред които се открояват „In Your Own Sweet Way“ и „The Duke“. Брубек е известен с използването на необичайни размери и смесването на контрастиращи ритми, размери и тоналности. Като стил музиката му преминава от рафинираното до помпозното, което отразява опитите на майка му да го подложи на класическо образование, както и собствените му импровизаторски умения.

## Биография
Роден е на 6 декември 1920 г. в Конкорд, Калифорния. Започва музикалната си кариера по време на военната си служба през Втората световна война, а в началото на 50-те години създава групата Дейв Брубек Квартет.

## Отличия
- Connecticut Arts Award (1987)
- Национален медал за изкуство на Националния фонд за хуманитаристика (на английски: National Endowment for the Humanities) (1994)
- DownBeat Hall of Fame (1994)
- Награда „Грами“ за цялостен принос (1996)
- Почетен доктор на Университета във Фрибур, Швейцария (2004)[2]
- Laetare Medal (Университет в Нотр Дам, Индиана) (2006)
- Награда на Би Би Си за цялостен принос в джаза (2007)
- Награда „Бенджамин Франклин“ за обществен ангажимент (2008)[3]
- Избран в Залата на славата на Калифорния (2008)
- Почетен доктор на Училището за музика „Ийстман“ (2008)[4]
- Kennedy Center Honors (2009)[5]
- Почетен доктор на Университета „Джордж Уошингтън“ (2010)[6]
- Почетен член на хора на Уестминстърския колеж, Принстън, Ню Джърси (2011)

## Избрана дискография
- Time Out (1959)
- Time Further out (1961)
- Brandenburg Gate: Revisited (1961)
- Cathy's Waltz (1961)
- Elementals (1963)
- La Fiesta de la Posada (1975)
- Fugal Fanfare (Happy Anniversary) (1970)
- The Gates of Justice (1969)
- In Your Own Sweet Way (1961)
- The Light in the Wilderness (1968)
- Out of the Way of the People (1970)
- Summersong (1961)
- They All Sang Yankee Doodle (1976)
- Truth is Fallen (1971)